# 關根站
關根站（日语：／ Sekine eki */?）是位於山形縣米澤市大字關根，東日本旅客鐵道（JR東日本）的奧羽本線（位於愛稱為山形線區間內）車站。

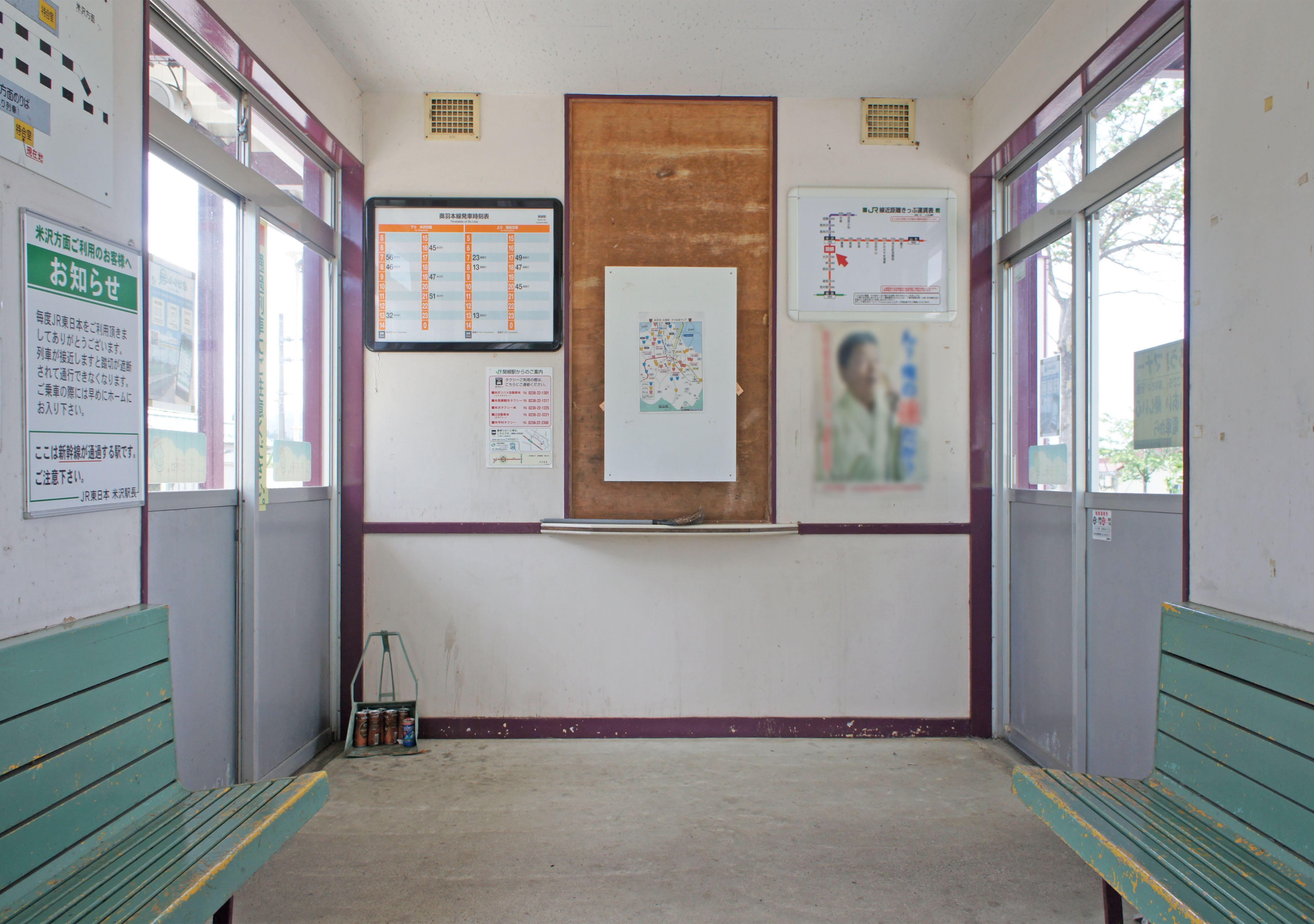
候車室内(2022年5月)

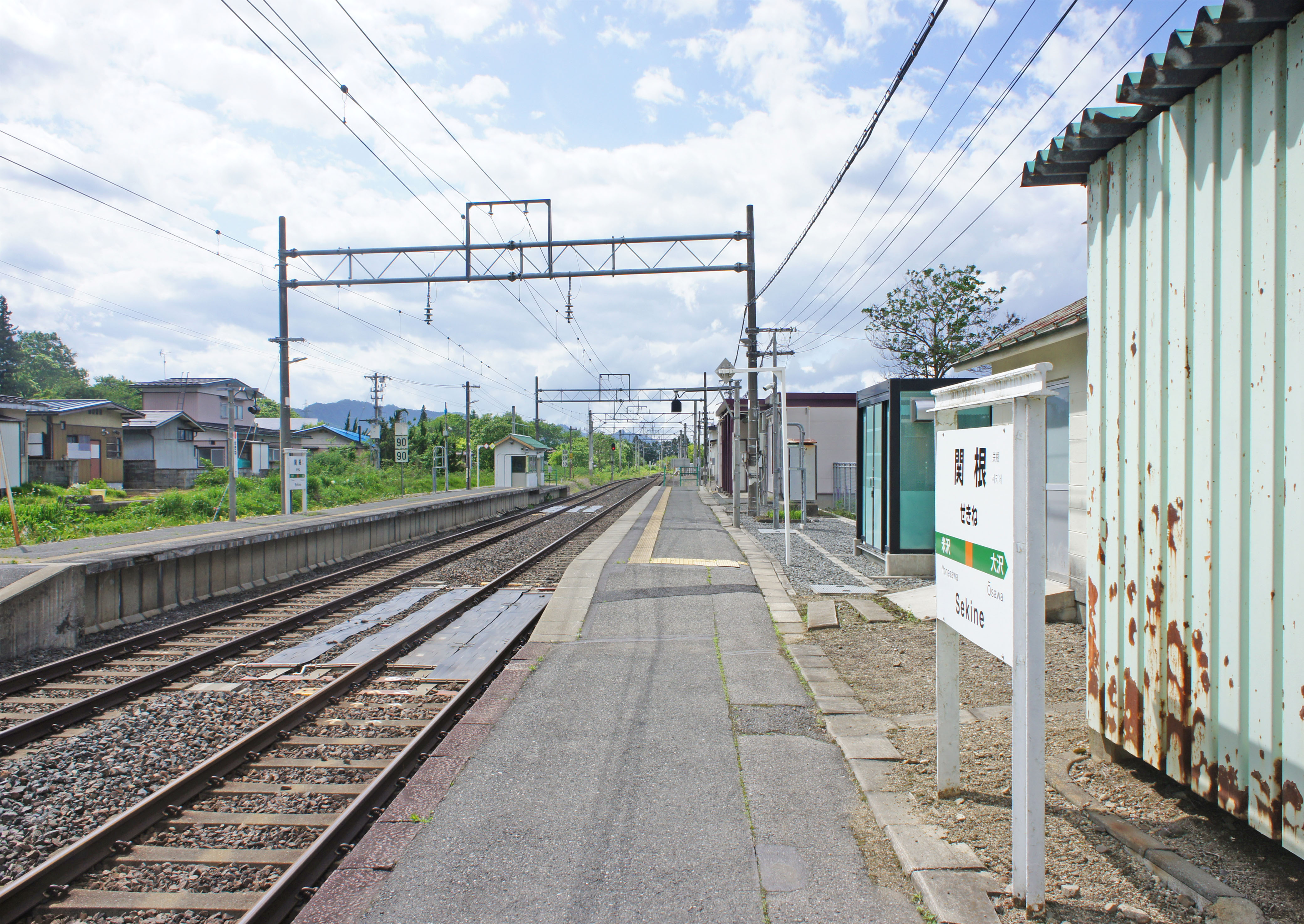
月台(2022年5月)

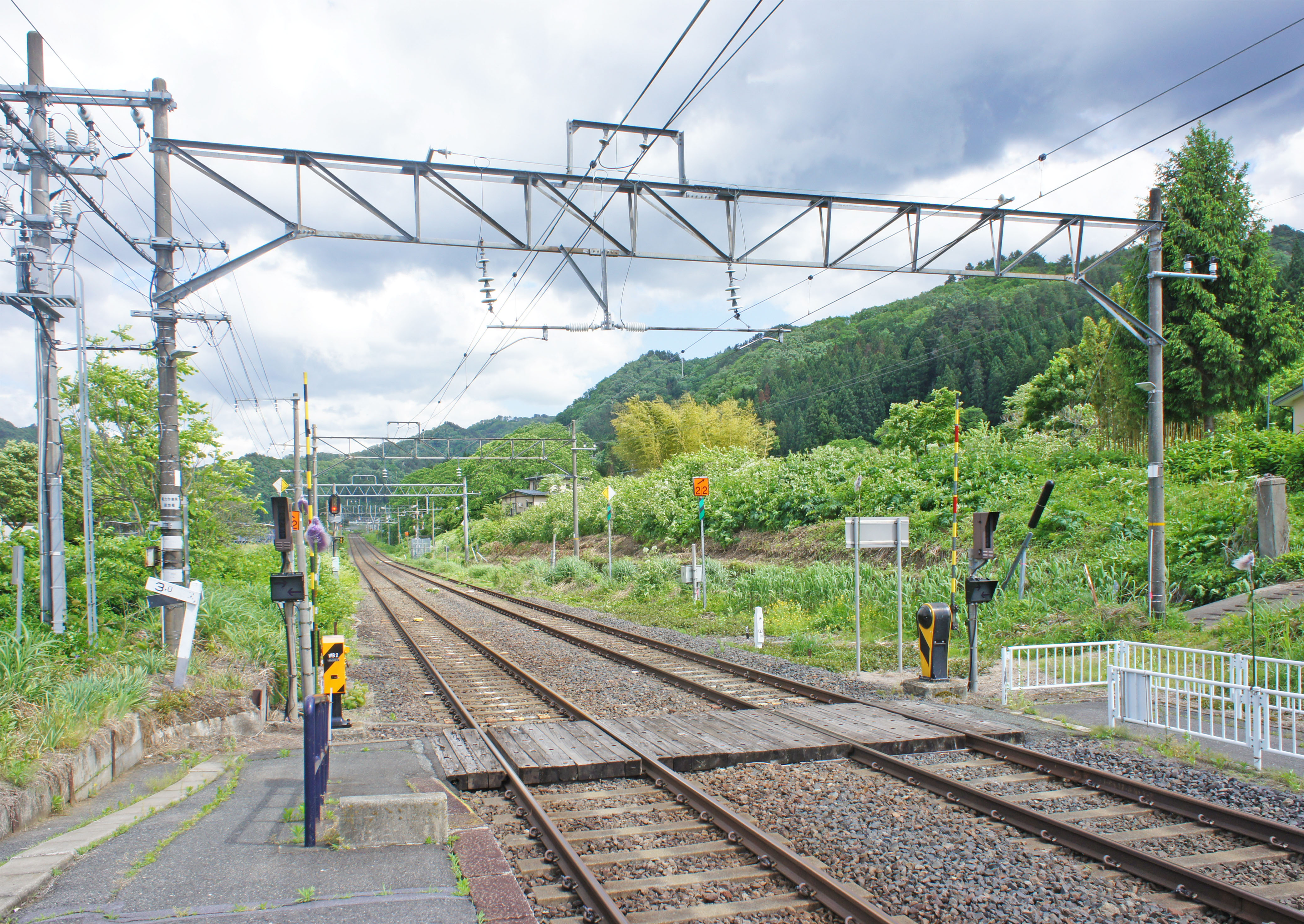
平交道(2022年5月)

## 歷史
- 1899年（明治32年）5月15日：福島站至米澤站之間開業，此站啟用。
- 1909年（明治42年）10月12日 - 制定路線名稱，此站成為奧羽本線車站。
- 1984年（昭和59年）12月1日：成為無人車站。但是福島站仍然派遣車站職員負責售票業務。
- 1987年（昭和62年）4月1日：伴隨國鐵分割民營化，車站由東日本旅客鐵道（JR東日本）營運。

## 車站構造
車站是一座地面車站，設有2面2線的相對式月台。各月台之間設有站內平交道連接。兩月台上設有簡單的候車室。
此站是由米澤站管理的無人車站。
此站往米澤站一方為單線鐵路，往大澤站一方為雙線鐵路。

### 月台
| 月台         | 路線    | 上下行 | 方向     |
| ------------ | ------- | ------ | -------- |
| 車站大樓一方 | ■山形線 | 上行   | 福島方向 |
| 車站大樓對面 | ■山形線 | 下行   | 米澤方向 |

參考
※在資訊上，此站沒有編排月台編號。

## 使用狀況
根據「山形縣」的資料，在2004年度1日平均乘車人次為16人。
| 乘車人次變化 | 乘車人次變化 |
| 年度         | 1日平均人次  |
| ------------ | ------------ |
| 2000         | 23           |
| 2001         | 20           |
| 2002         | 19           |
| 2003         | 16           |
| 2004         | 16           |

## 車站周邊
- 米澤市立關根小學
- 鷹山公敬師郊迎蹟·一字一涙之碑
- 普門院（日语：普門院 (米沢市)）
- 關根大瀑布
- 湯之澤溫泉（日语：湯の沢温泉） - 步行約15分鐘。
- 羽黑神社
- 關根郵局

## 相鄰車站
東日本旅客鐵道（JR東日本）
■山形線（奧羽本線）
大澤－關根－米澤

## 注腳
1. ↑  JR東日本:駅構内図 （页面存档备份，存于）（日語）
2. ↑  『山形県の鉄道輸送』平成26年度版 - 山形県 （页面存档备份，存于）（日語）

## 外部連結
- 車站資訊（關根）：東日本旅客鐵道（日語）